# Roger Viaud
Pour les articles homonymes, voir Viaud.
Roger Viaud, né le 1er novembre 1921, à Paris, est un militant syndicaliste des PTT. Il a été secrétaire général de la fédération FO des PTT et siégé au Conseil économique et social. Il est président de l'Amicale de cette Assemblée depuis 1990.

## Biographie
Entré aux PTT en 1942, et faisant des études de Droit, Roger Viaud, par concours et promotions accède à la fonction de directeur départemental des PTT. Nommé en Loire-Atlantique après la Libération, il participe à partir de 1946 à la création progressive de la Fédération syndicaliste des PTT - Force ouvrière. Secrétaire régional à Nantes, il progresse ensuite dans la hiérarchie syndicale:
- 1949-1953, responsable syndical FO au ministère des PTT, situé rue de Ségur, à Paris, 7e arrondissement.
- 1953-1957, secrétaire général adjoint de FO-PTT, dirigée par Camille Mourguès. En 1954, il est nommé au Conseil supérieur des PTT.
- 1957-1969, Roger Viaud est le secrétaire général de la Fédération syndicaliste des PTT-FO.
- 1963-1974, il siège au Conseil économique et social.
- Il est également membre du comité exécutif de l'Internationale des PTT, rattachée à la CISL, entre 1969 et 1972. Il participe aussi aux activités du Centre d'éducation ouvrière de FO.

## Sources
- site www.ces-amicale.fr
- Alain Bergounioux: Force ouvrière. Le Seuil, Paris, 1975.